# カタパルト (投石機)

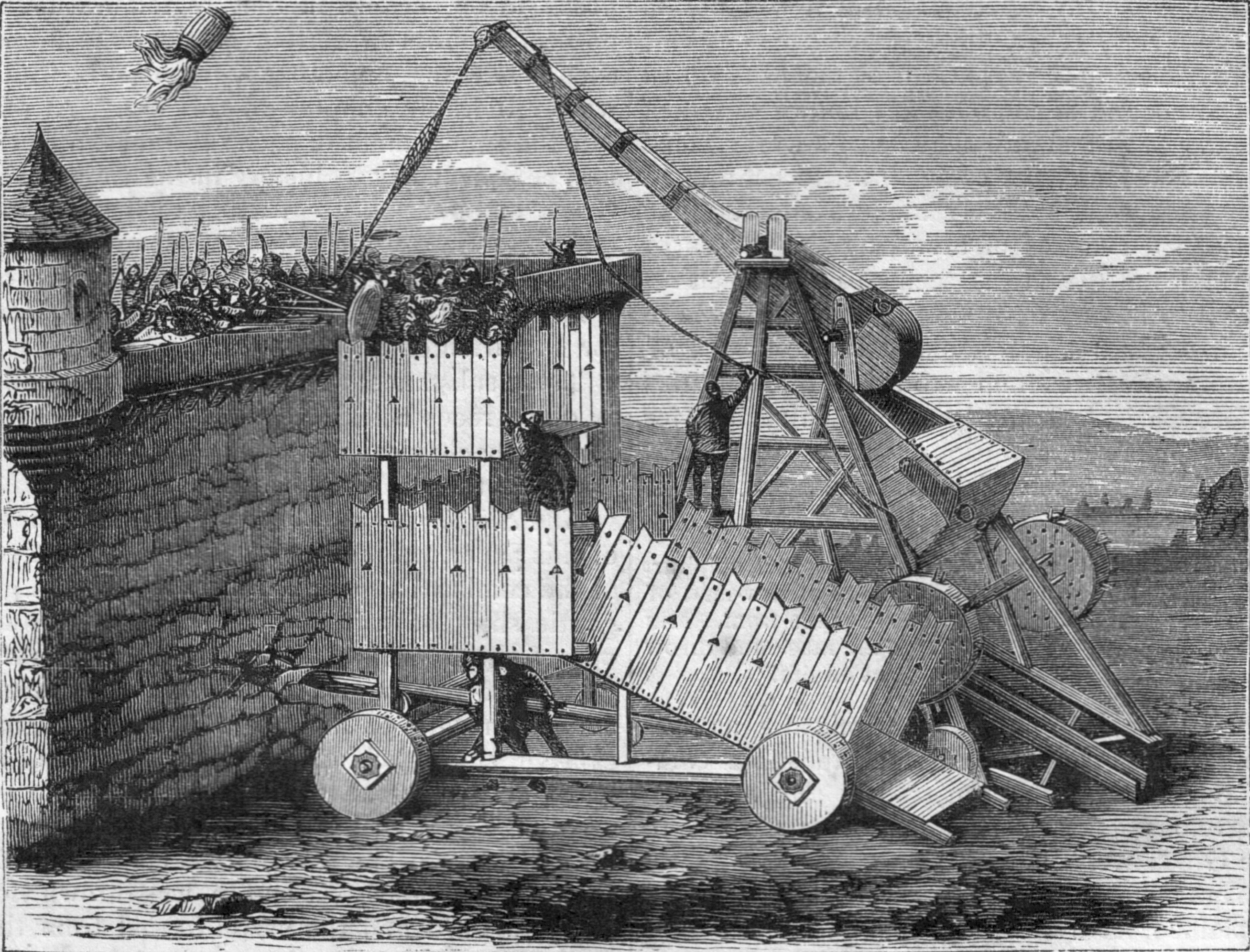
13世紀の火のついた可燃物を詰めた樽を投擲している様子を描いた版画。

カタパルト（英: Catapult、ラテン語：catapulta）は、石などを投擲して敵の人馬もしくは城などの建築物を標的とし射出攻撃する兵器（攻城兵器）である。
カタパルトに改良を加えたものにオナガーやトレビュシェットがある。これらの兵器を総称してカタパルトと呼ぶ場合もある。日本では、律令期に、抛石（ほうせき）、現代では、投石機（とうせきき）、あるいは投石器とも表記される。後者のように表記すれば、Y字型の投石器（スリングショット、ぱちんこ）や紐状の投石器（スリング）と同じ表記となり、しばしば両者が混同される原因ともなっている。射程は大型のものでも数百メートルに留まった。

## 概要
木材や獣毛や腱・植物製の綱などの弾力と、てこの原理を利用して、石などを飛ばすものである。また中には大きな弓を取り付けて威力をあげる改良をほどこした物や金属製のばね式の物もあった。主に工兵や軍属によって運用されるが、外から戦場に持ち込まれることはまれで、その場で作られることが多かった。そのため即席に作れるよう簡便な構造のものが好まれ、古代から近世まで地中海世界とユーラシア大陸各地で使われたにもかかわらず、基本的な構造はほぼ同じである。また、広義な意味では弩やバリスタの中でも石を投射できる程の構造の物も投石機ないしカタパルトに含む事がある。
重量のある石を飛ばす場合、城壁の上部を目指して飛ばし、城壁の端から崩していく方法がとられた。石や砂利の詰まった袋を飛ばして城門などを攻撃するほか、火のついた藁や火薬を飛ばして城内に火災を起こさせたり、汚物や死骸を投擲して敵の士気を下げたり、疫病を流行させたりするなどの使われ方をすることもあった。また、守城側の攻撃を防ぐために装甲を着けたり、攻城塔の上に設置することも多かった。野戦において敵の密集隊形を撃ち崩すために使われることもあった。投射に使用する石は着弾後も跳弾してより多くの範囲に被害を与えられるように球状に加工されていた。平時においてはその投射の力量をひけらかす為に催し物で花を投射する事もあった。

## 歴史
古代中国では遅くとも紀元前5世紀初頭には使われはじめていた。欧州（シチリア）ではバリスタ式の物が紀元前4世紀初頭に開発され、古代ギリシャでもアレクサンドロス大王の東征において使用されており、旧約聖書でも第2歴代誌26章14節で投石機と見られる記述がある。中世には中央アジアや西アジアで改良が加えられ、オナガーやトレビュシェットへと進化した。大型の火砲が登場しても安全性と威力の問題から投石機も併用して使用され続けた。
日本においては、律令時代に「抛石（ほうせき、抛は、「ほうる」の意）」と呼ばれ、訓練されていた（『別冊歴史読本48 日本古代史[争乱]の最前線 戦乱と政争の謎を解く』 新人物往来社 1998年 p.255）。使用目的としては、対盾隊や施設の壁・屋根の破壊の他、船の破壊も目的とする（同書）。応仁の乱の際に「発石木」「飛砲」という投石機が使用された事が、雲泉太極の『碧山日録』に記録されている。
時代が進み火砲の改良が進められるにつれ主流の兵器ではなくなったが、第一次世界大戦の塹壕戦では、手榴弾の投擲のためにカタパルトが使われたという記録が残っている。また、第二次大戦末期の日本では、対戦車戦用として爆薬を投射するために室蘭で大山柏がカタパルトを制作した（実戦には投入されなかった）。
古代中国では投石機に「礮＝砲」の字を用いた事があり、その内火薬で投射する物を特に火砲・大砲などと呼ぶようになり、後に火砲・大砲などが略されて「砲」の一字になっているので、古代中国の文献を扱う場合には解釈に注意を要する。

## 種類
カタパルトの方式は以下の4種類である。
人力を利用した投石
古代中国の砲、小型のトレビュシェットがある。最初の投石機。
大きなてこの一端には投射する石を設置し、もう一端に付いている紐を複数の人間が同時に引く事で石を投射した。
弾力（動物の腱などをバネとして）を利用した投石
オナガー、マンゴネルがある。構造はほぼ同じで、名称の違いは時代によるもの。前者が古代ローマの武器で、後者はその後（中世）に登場した武器。
移動可能で包囲攻撃に用いられた。
曲射弾道が特徴。その軌道から迫撃砲の系譜として扱われる事もある。
錘の位置エネルギー（落下）を利用した投石
トレビュシェットがある。
長射程だが、非常に大きく固定式（移動不可）。
曲射弾道が特徴。
弩砲、大型の弩（横倒しした弓）による投石
バリスタがある。矢や金属弾を撃ち出して利用され、カタパルトと分けて考えられる事が多いが、丸い石を撃ち出して利用されたため、海外ではカタパルトとして扱われている。
短射程だが、とても狙いやすく城門や防衛兵器の破壊に利用された。
直線弾道が特徴。軍船への搭載など、後の歴史に登場する大砲と同じ用途で使われた。